# Hamma pattersoni
Hamma pattersoni är en insektsart som beskrevs av William Lucas Distant 1916. Hamma pattersoni ingår i släktet Hamma och familjen hornstritar. Inga underarter finns listade i Catalogue of Life.